# Hilleshögs kyrka
Hilleshögs kyrka är en kyrkobyggnad som hör till Färingsö församling i Stockholms stift. Kyrkan ligger på ön Färingsö i Ekerö kommun.

## Kyrkobyggnaden
Kyrkan uppfördes under senare delen av 1100-talet. Sakristian vid korets norra sida byggdes till under 1300-talet. Vapenhuset i söder, där ingången finns, tillkom på 1400-talet. 1785 flyttades kyrkklockorna till tornet och nuvarande stora ljudgluggar tillkom. Tornet fick sin nuvarande tornhuv. Tidigare hängde klockorna i en fristående klockstapel söder om kyrkan.

## Inventarier
- Dopfunten av kalksten är från slutet av 1200-talet.
- Predikstolen vid norra långväggen är från 1748 och har en trappa från sakristian i norr.
- I vapenhuset hänger ett triumfkrucifix från första hälften av 1200-talet. Tillhörande kors är nytillverkat.
- På norra långväggen hänger ett triumfkrucifix från första hälften av 1400-talet. Korset är nytillverkat.

### Orgel
- Den nuvarande mekaniska orgeln är byggd 1773 av Jonas Ekengren, Stockholm. Det är kyrkan första orgel. Den renoverades 1961 av Grönlunds Orgelbyggeri AB, Gammelstad.[1] Orgeln är en av de minsta i en svensk kyrka.[källa behövs]

| Manual       |
| Gedakt 8’    |
| Flöjt 4'     |
| Principal 2' |
| Octava 1'    |

#### Diskografi
- Orgelliv : sju sekel i Stockholms stifts kyrkor / redaktör: Christina Nilsson ; foto: Magnus Aronson, Mats Åsman. Stockholm: Kulturhistoriska bokförlaget. 2012. Libris 13609452. ISBN 978-91-87151-04-0 - Innehåller CD med musik på kyrkans orgel framförd av Rickard Backlund.

## Bilder 11 augusti 2025

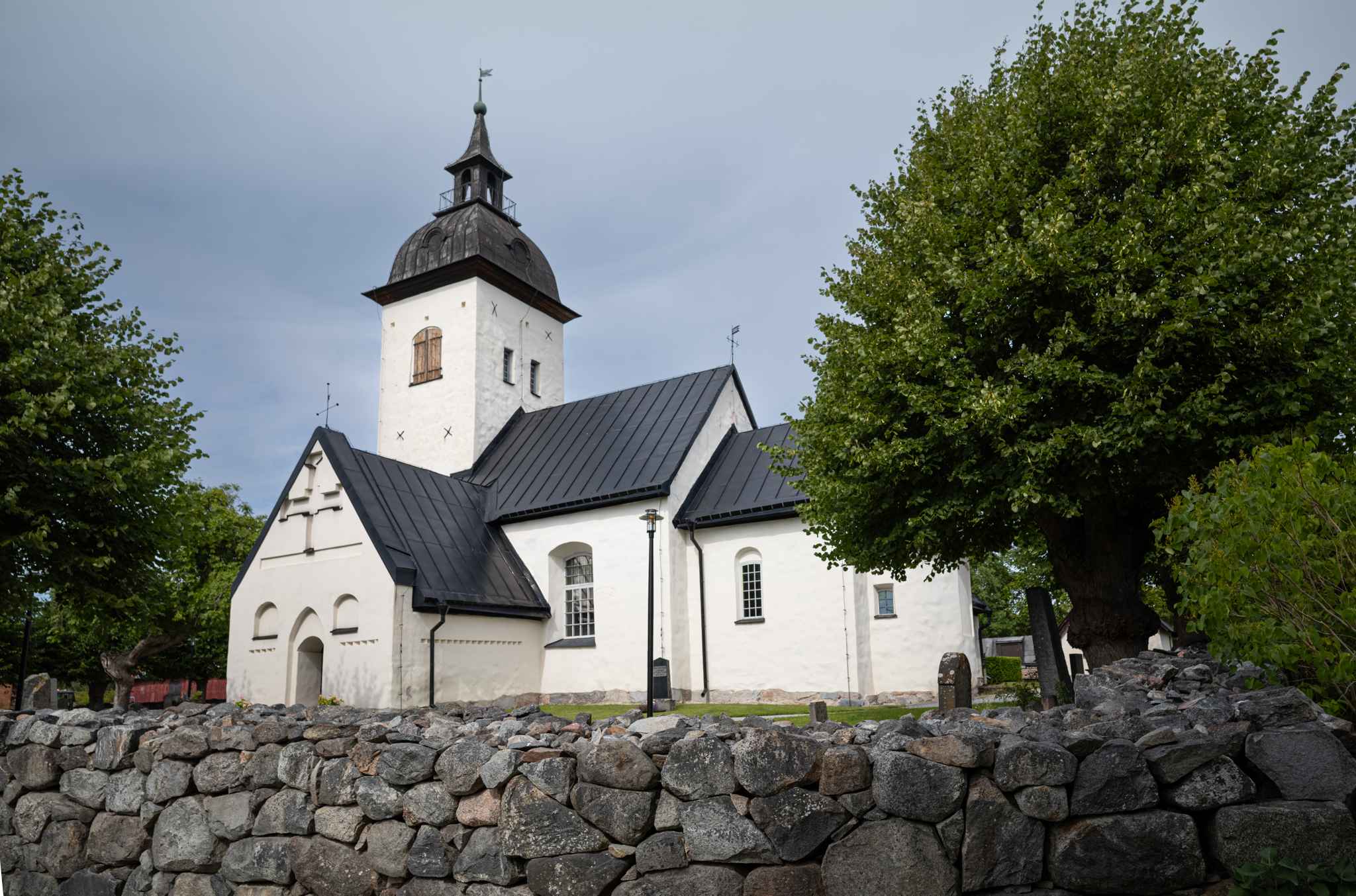
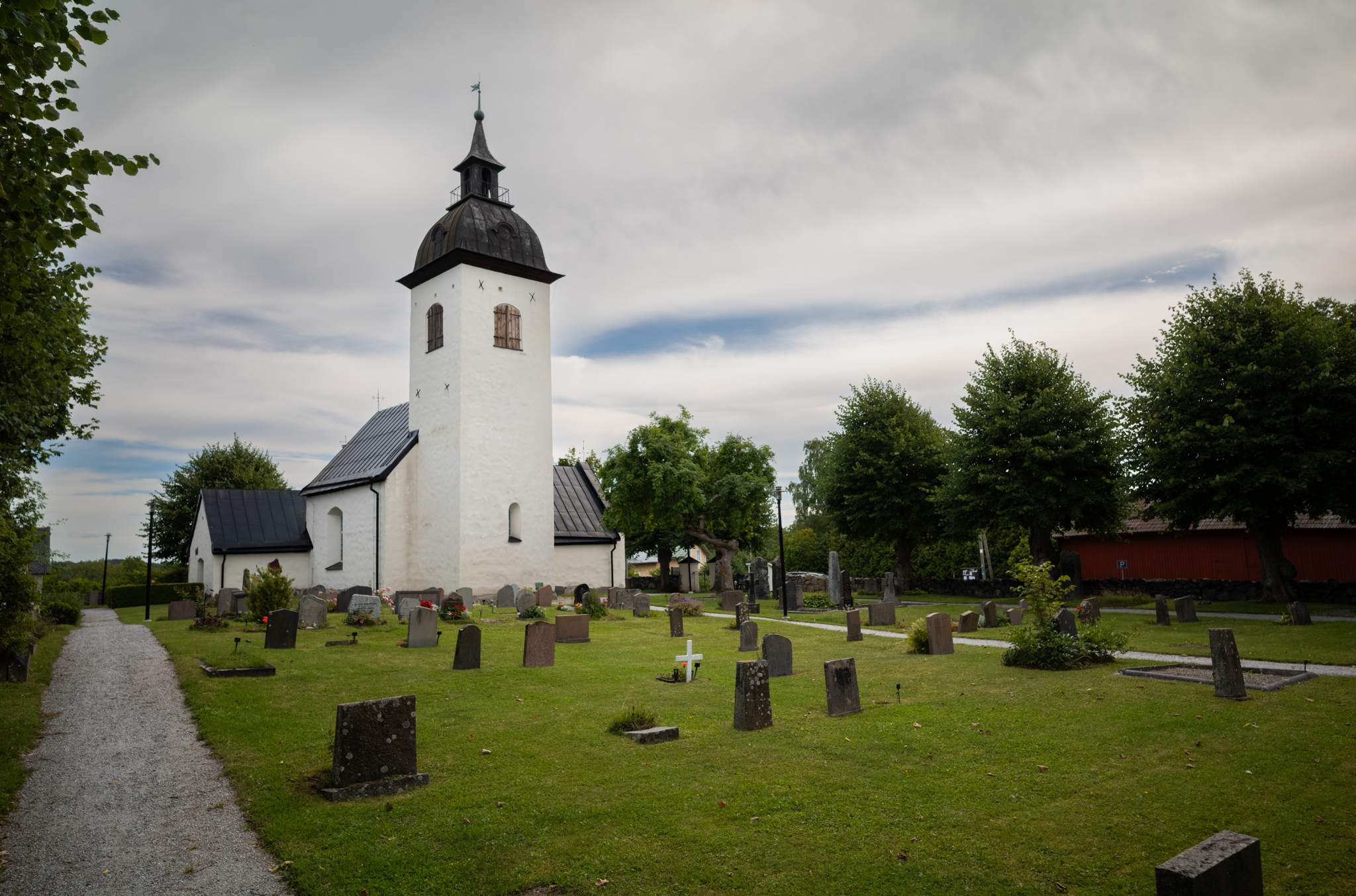
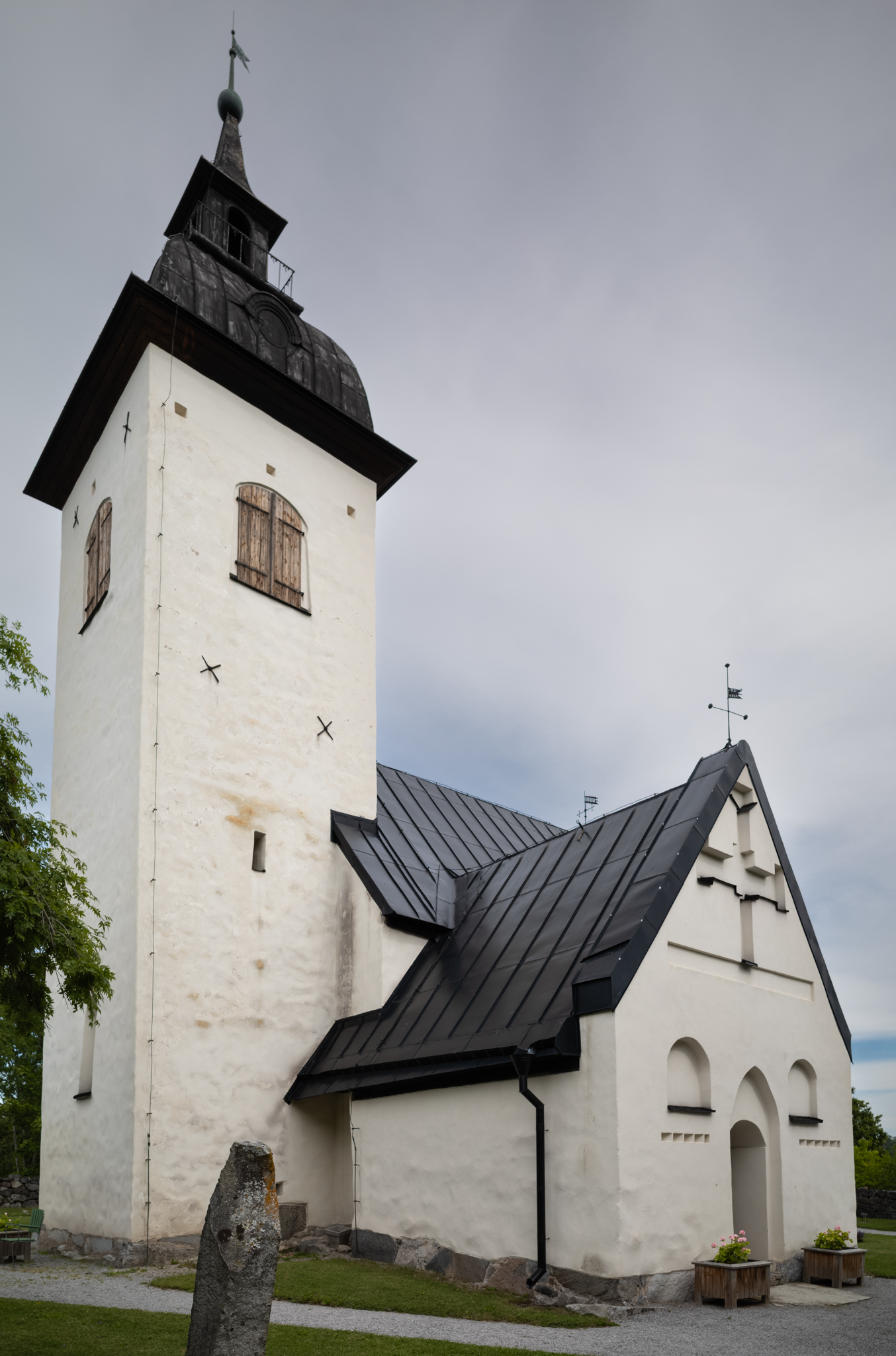
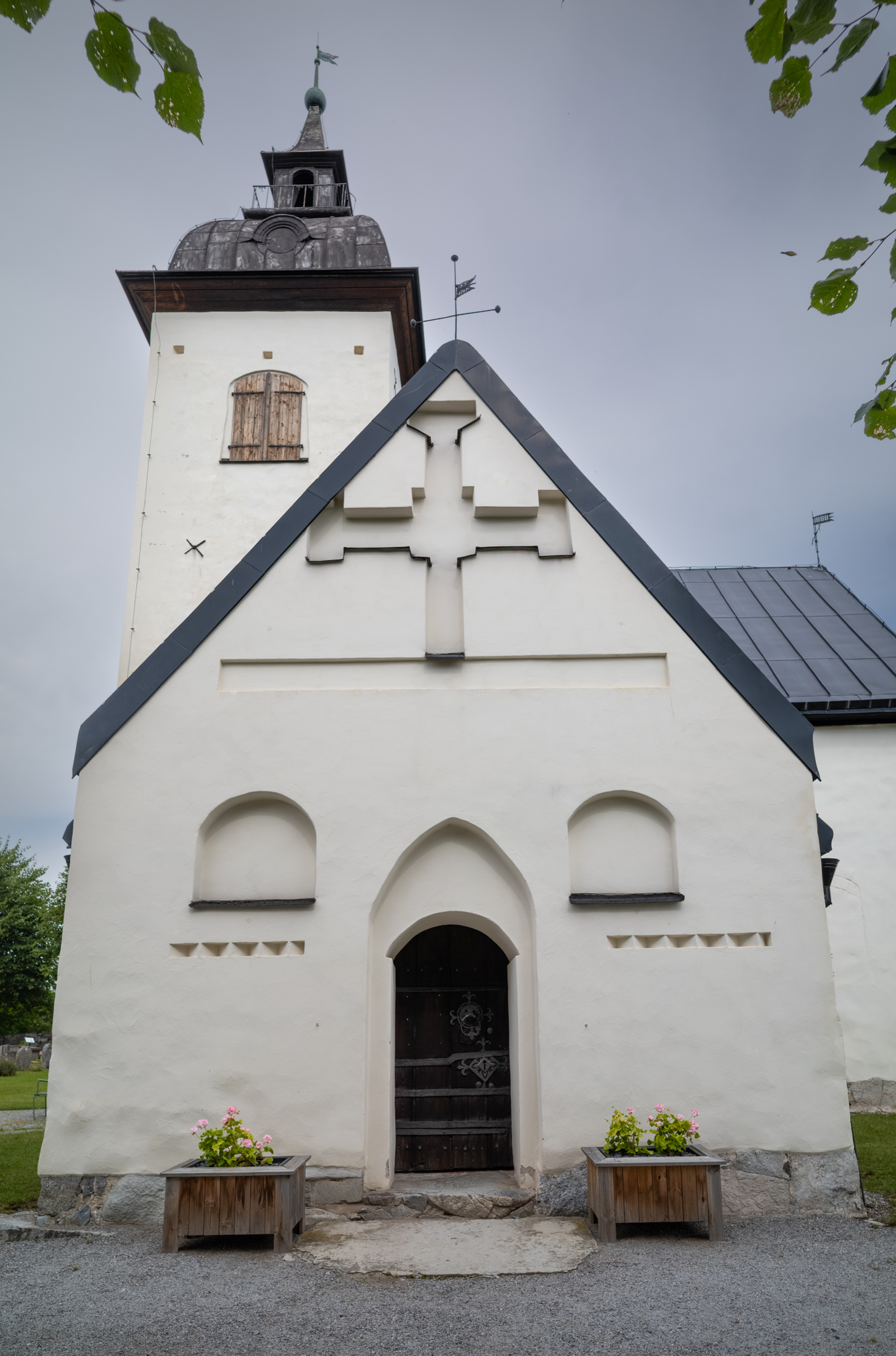
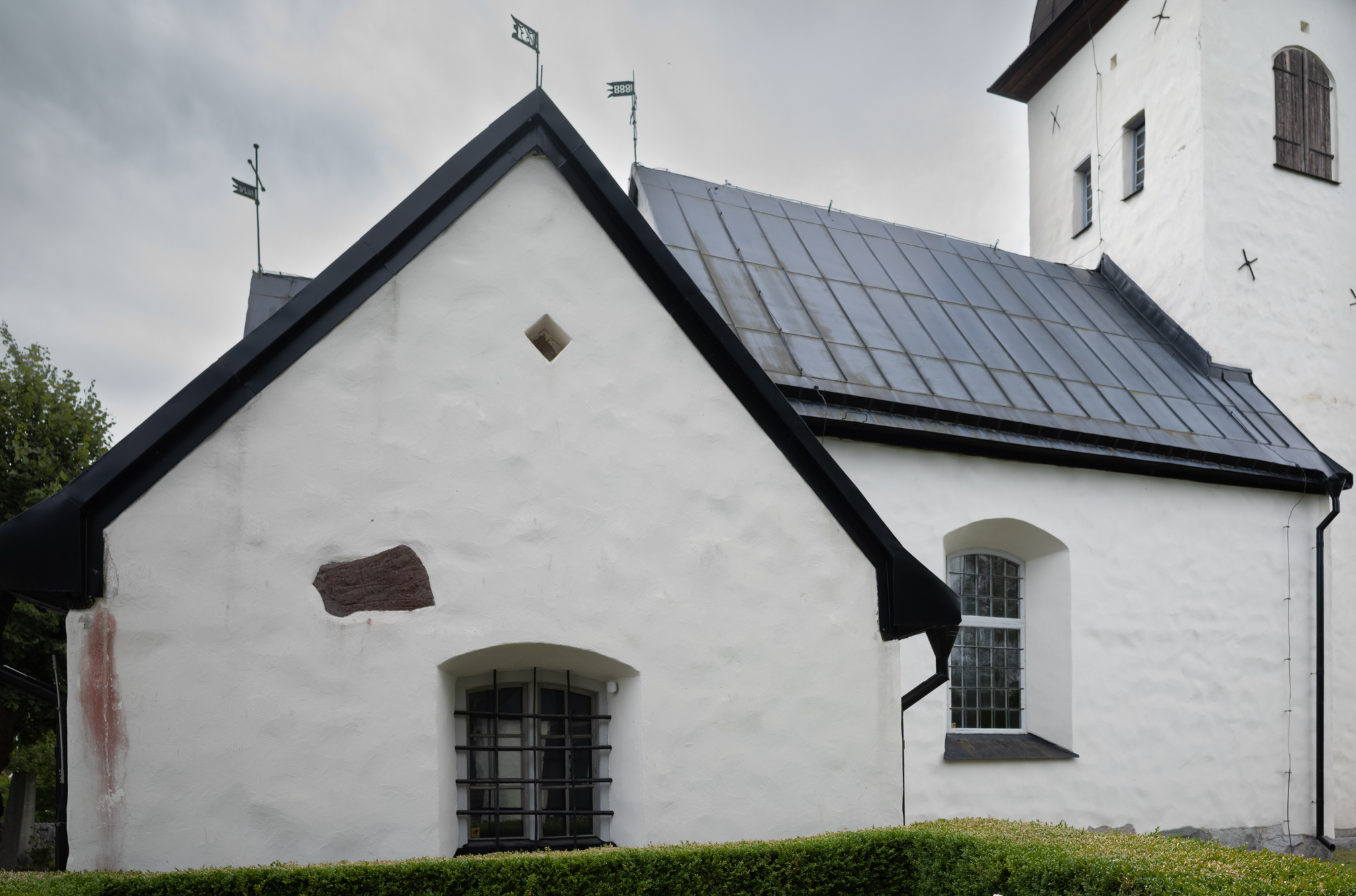
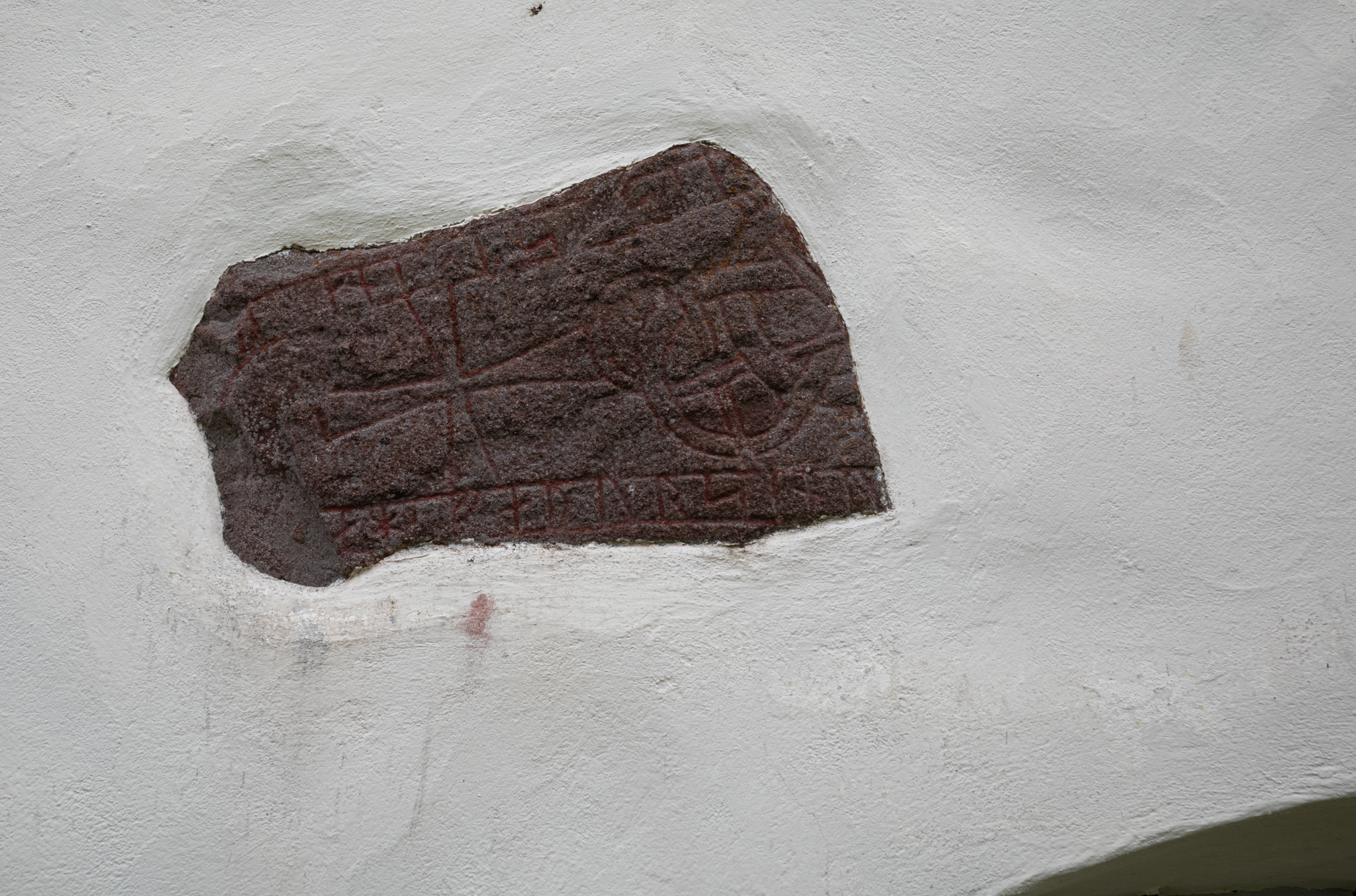
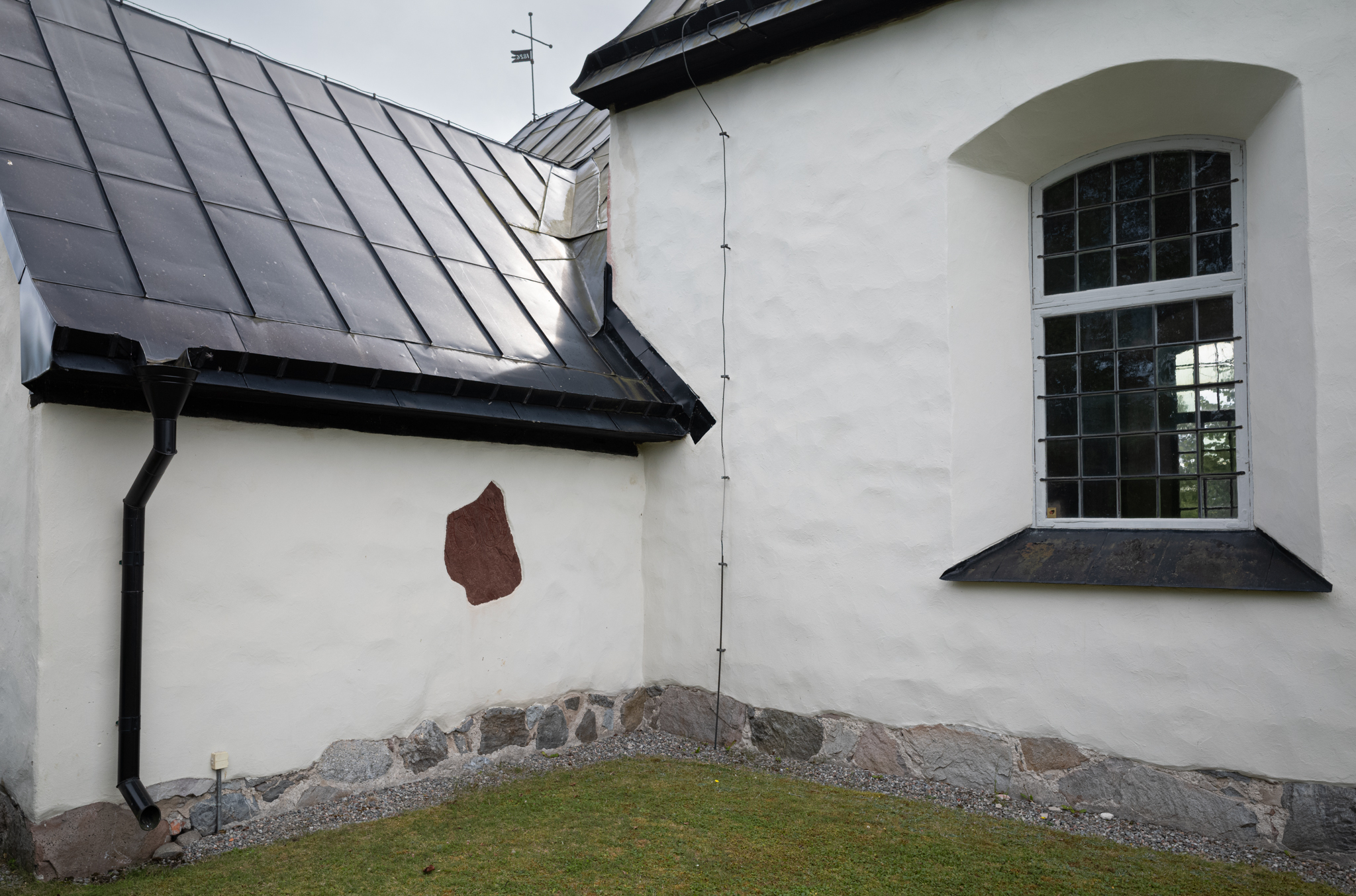
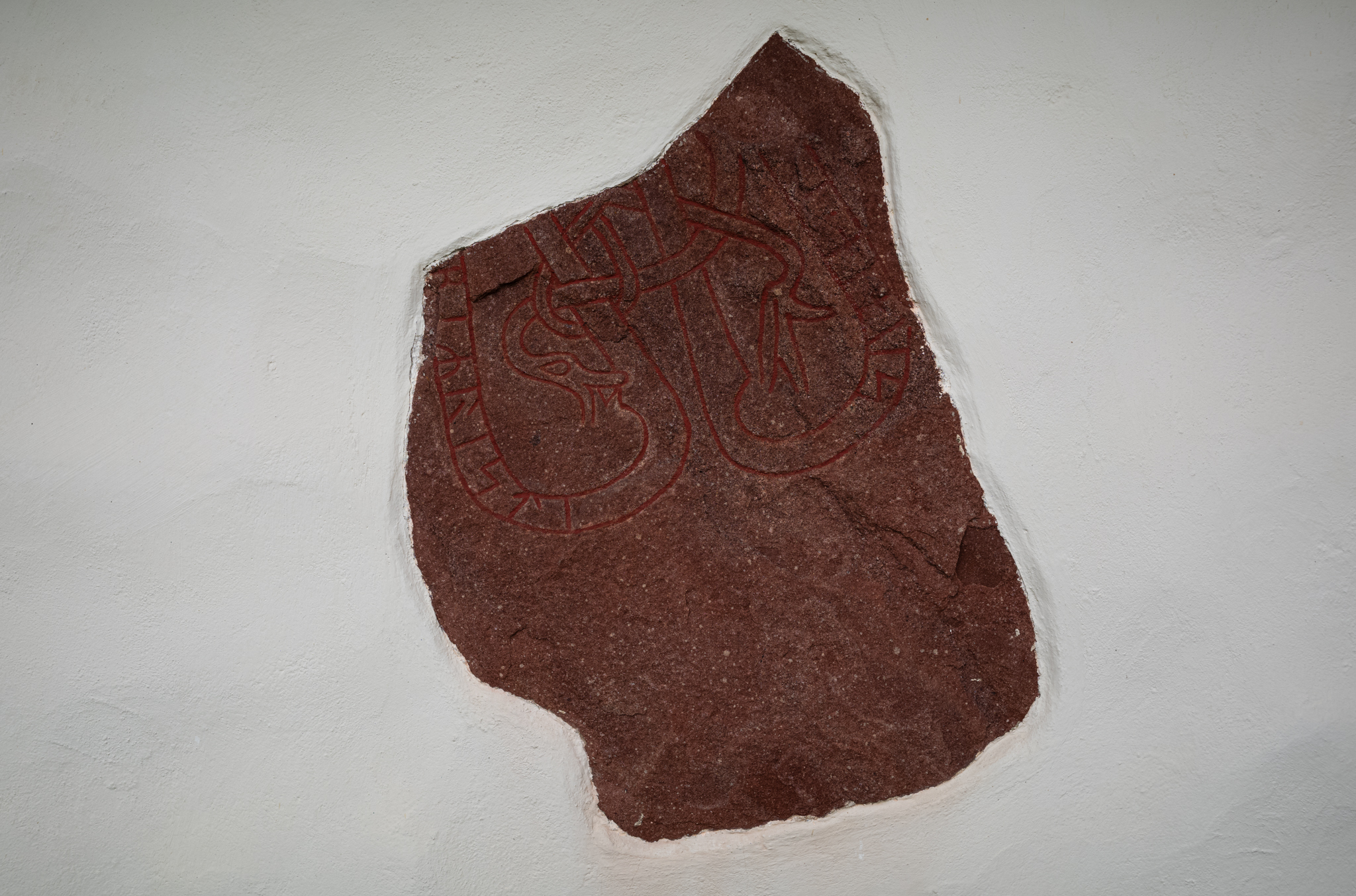
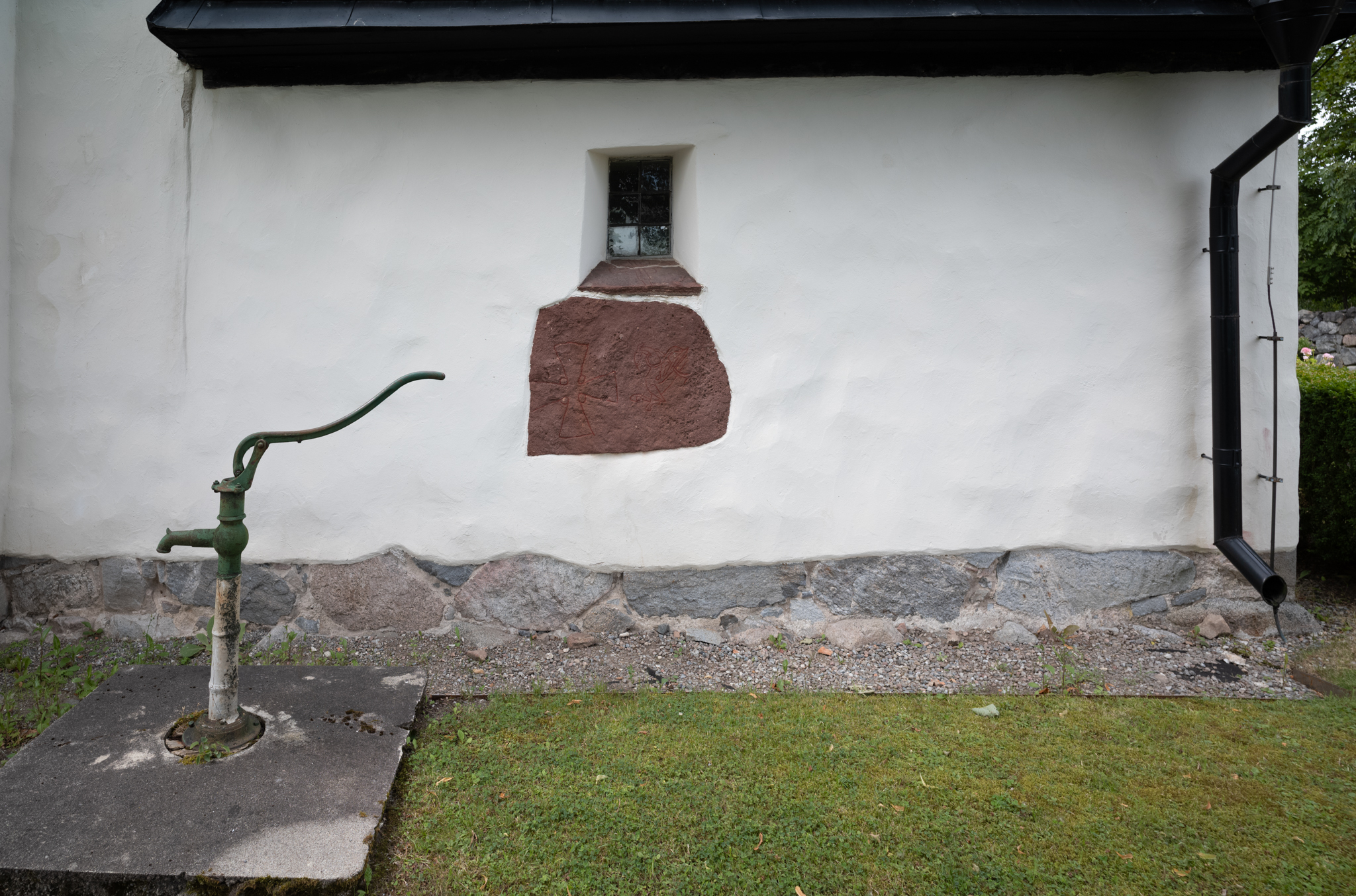
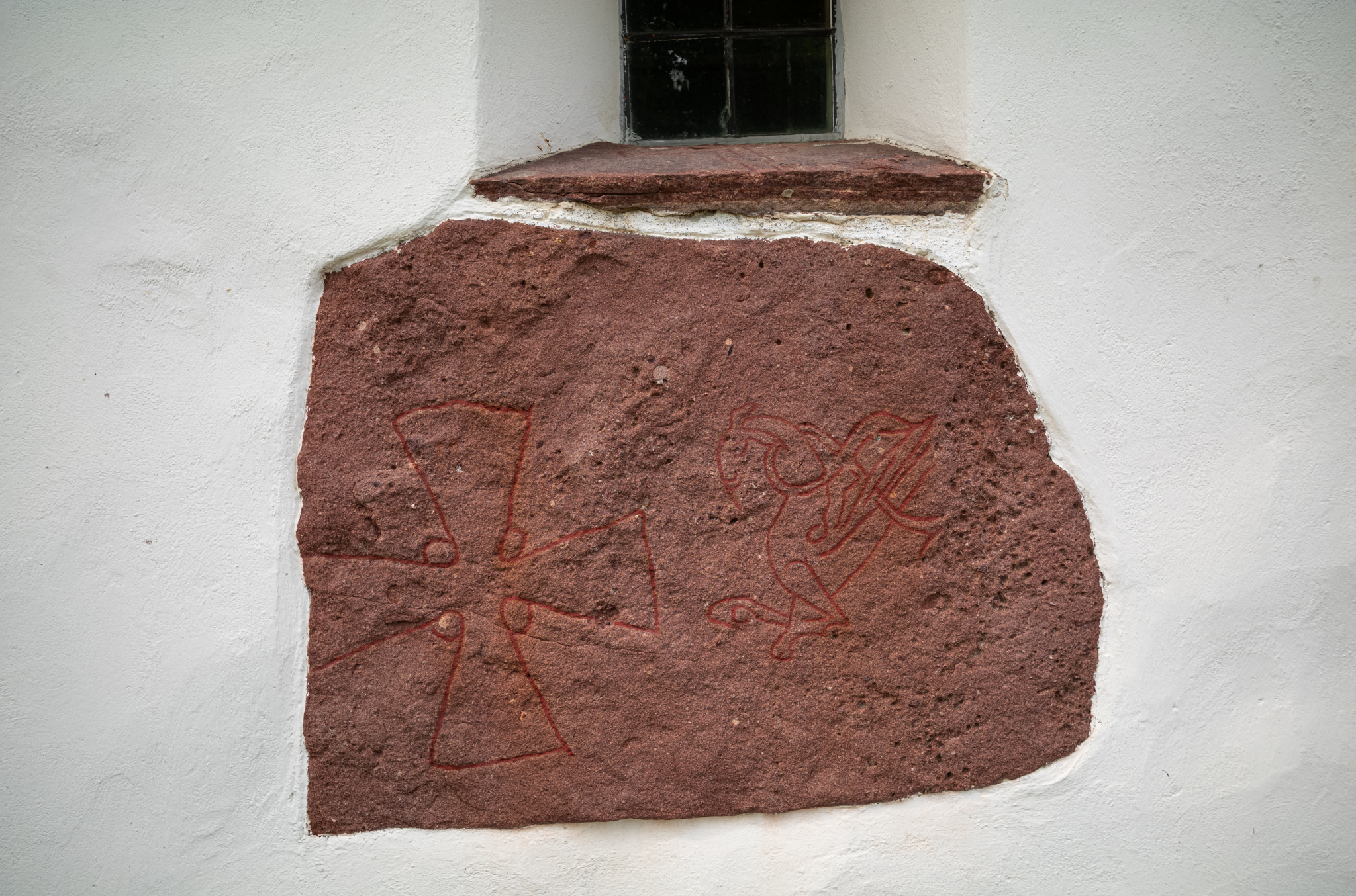
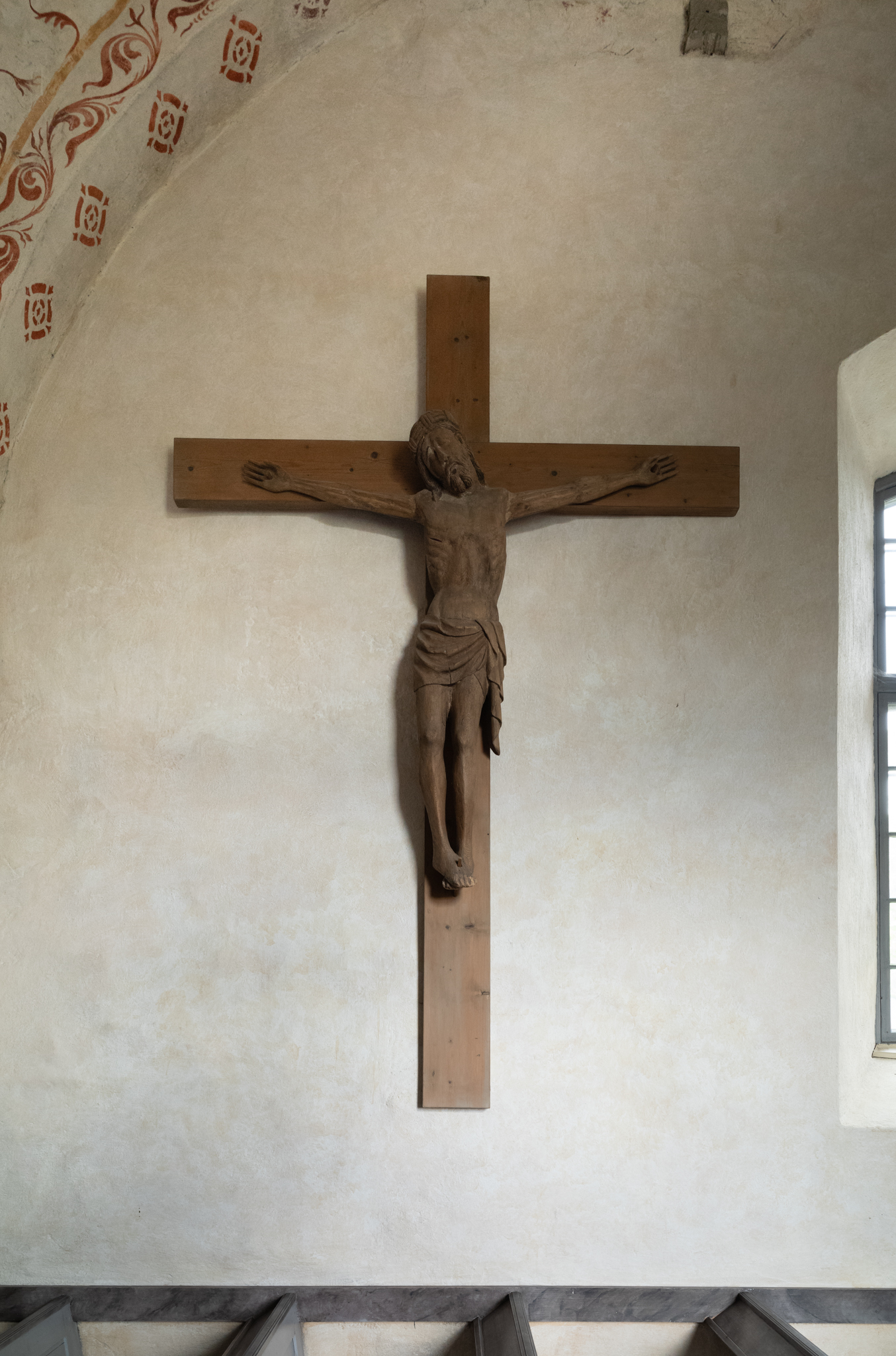
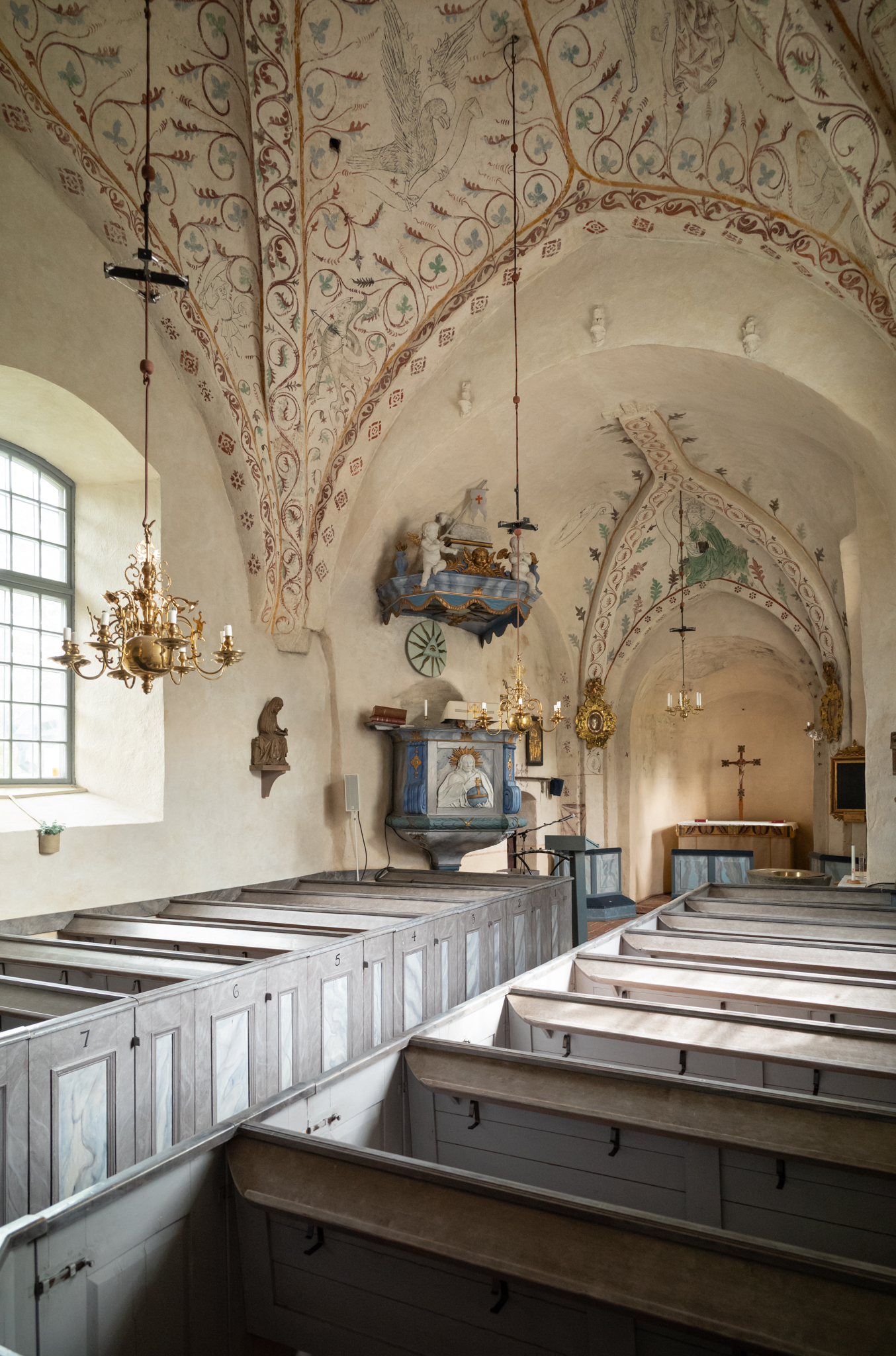
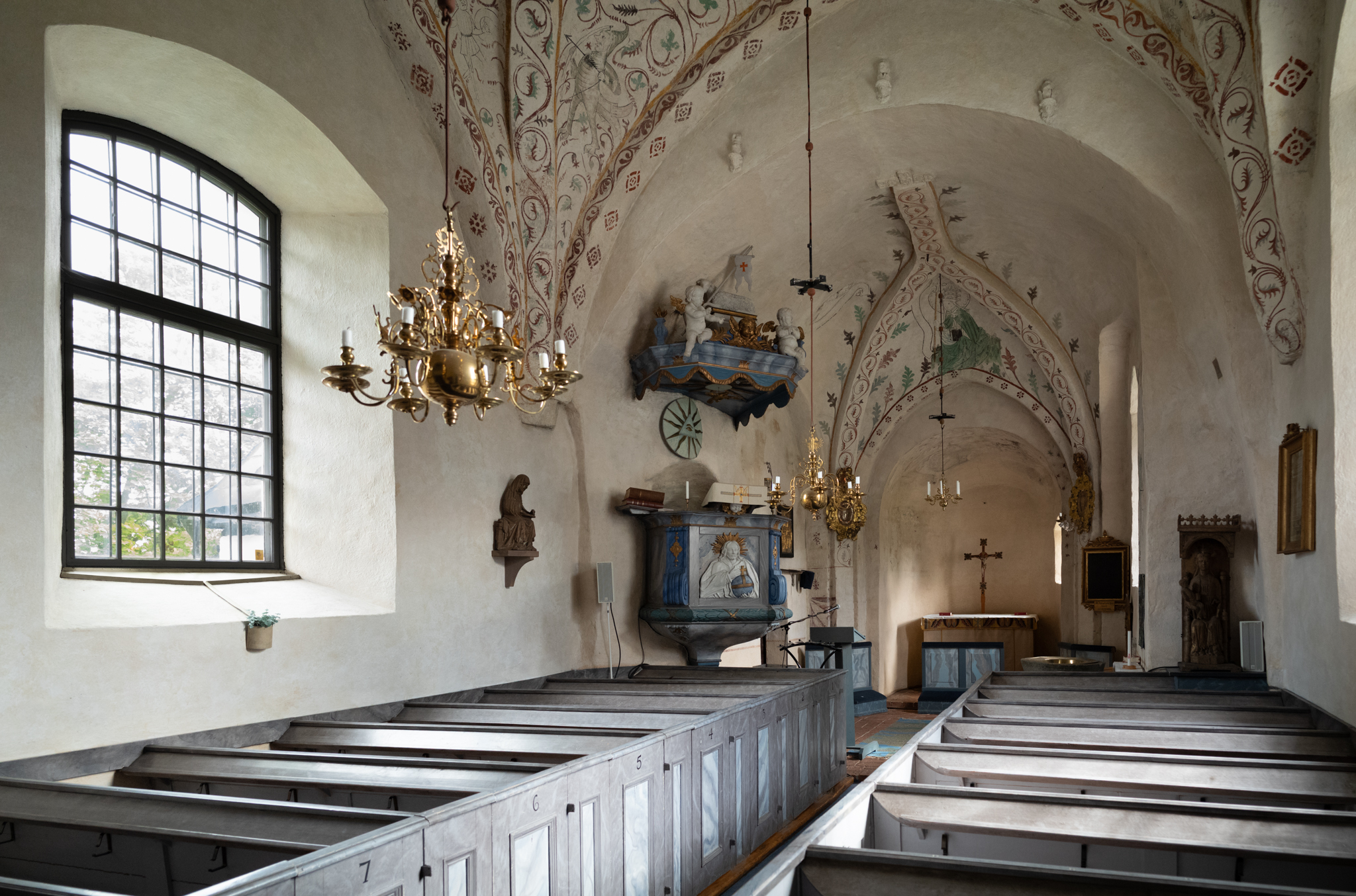
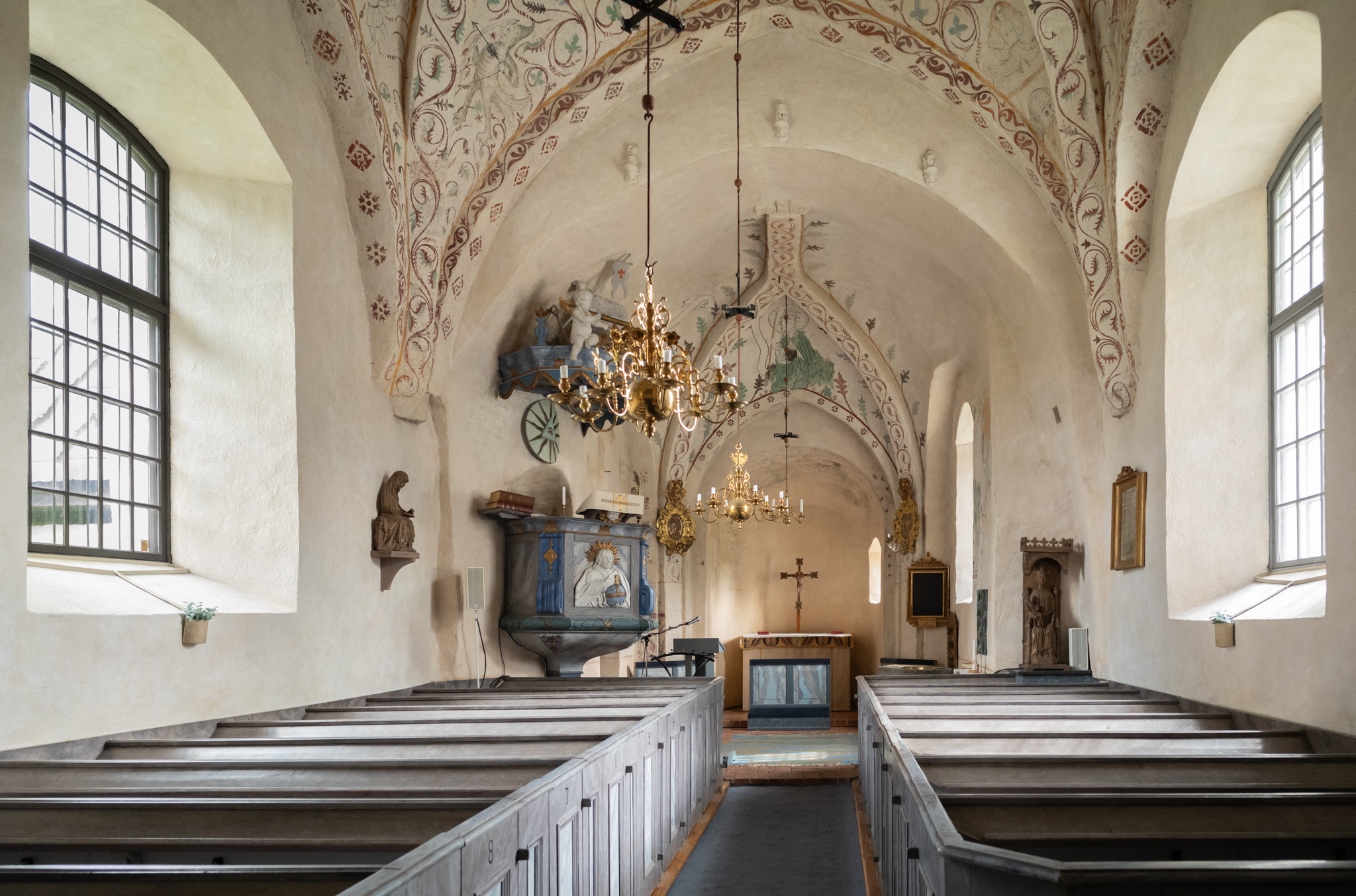
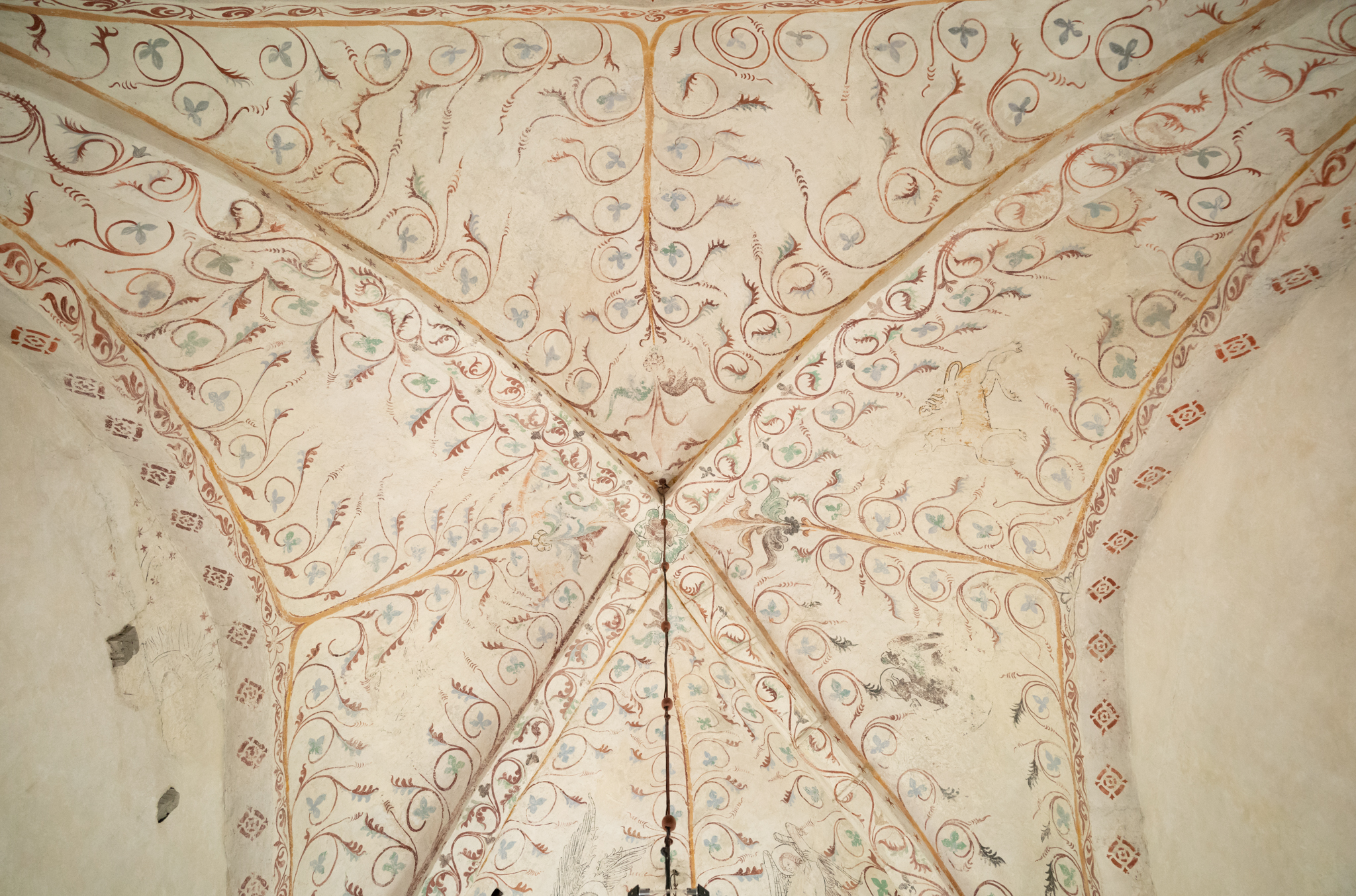
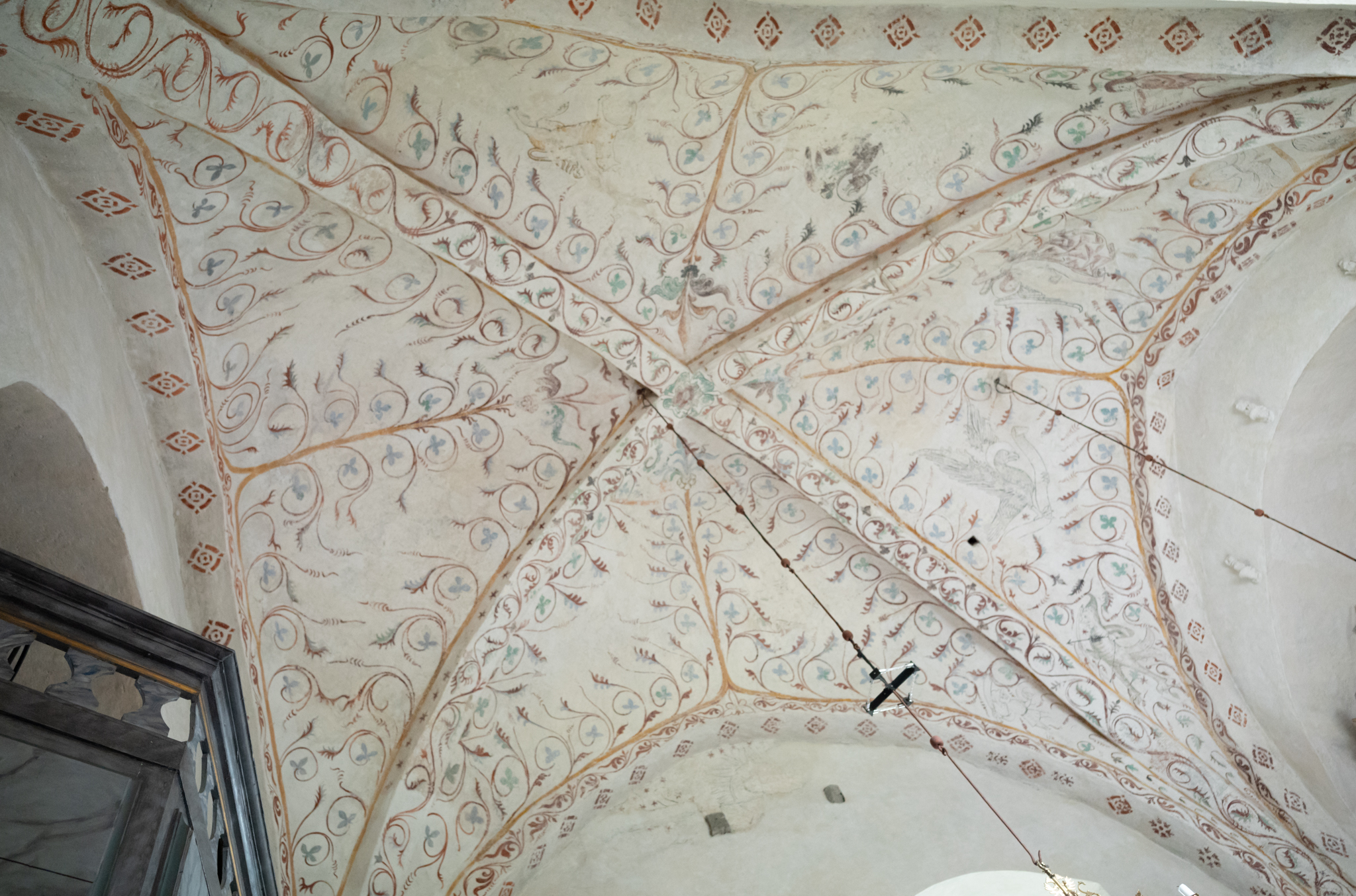
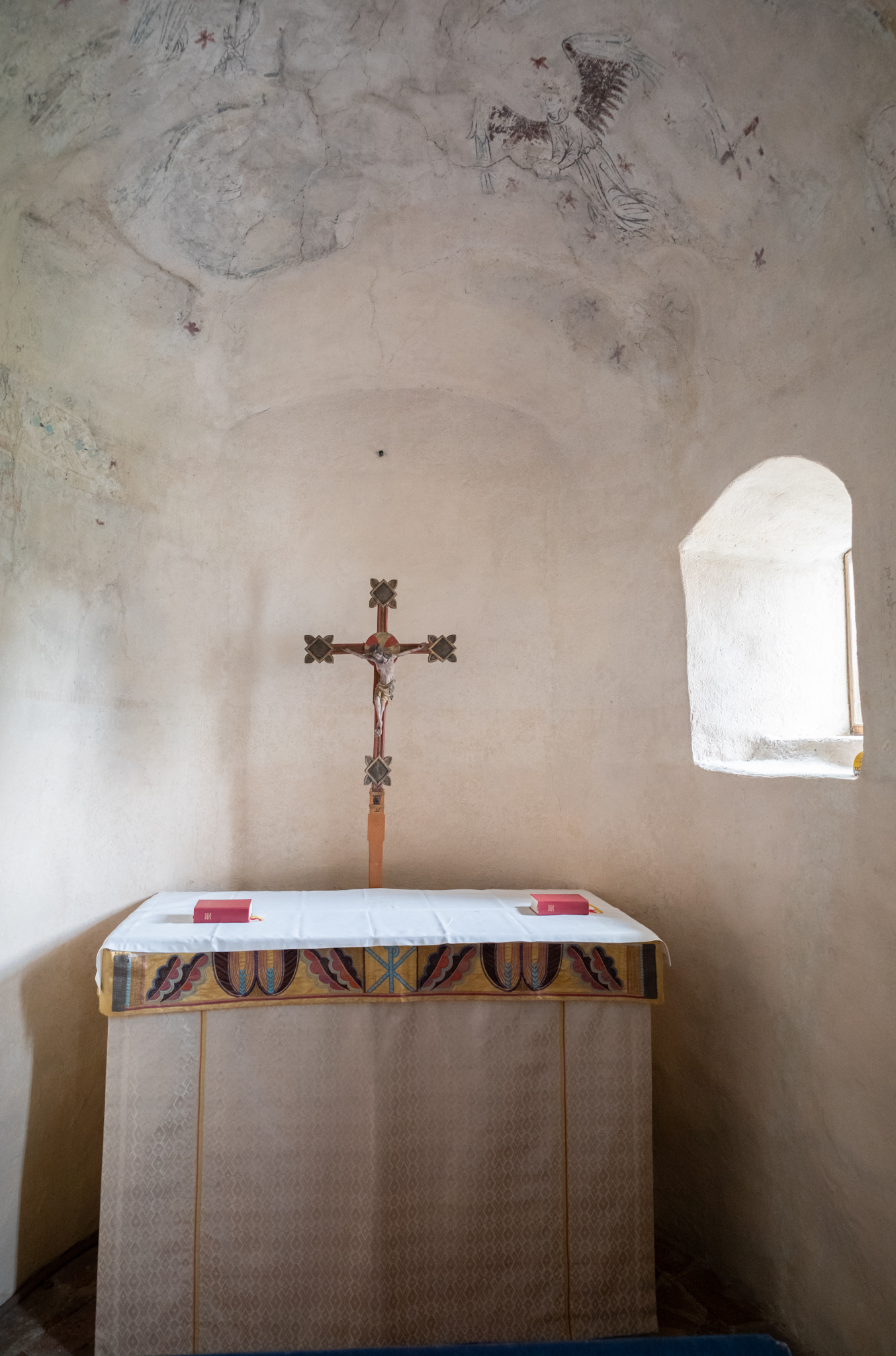
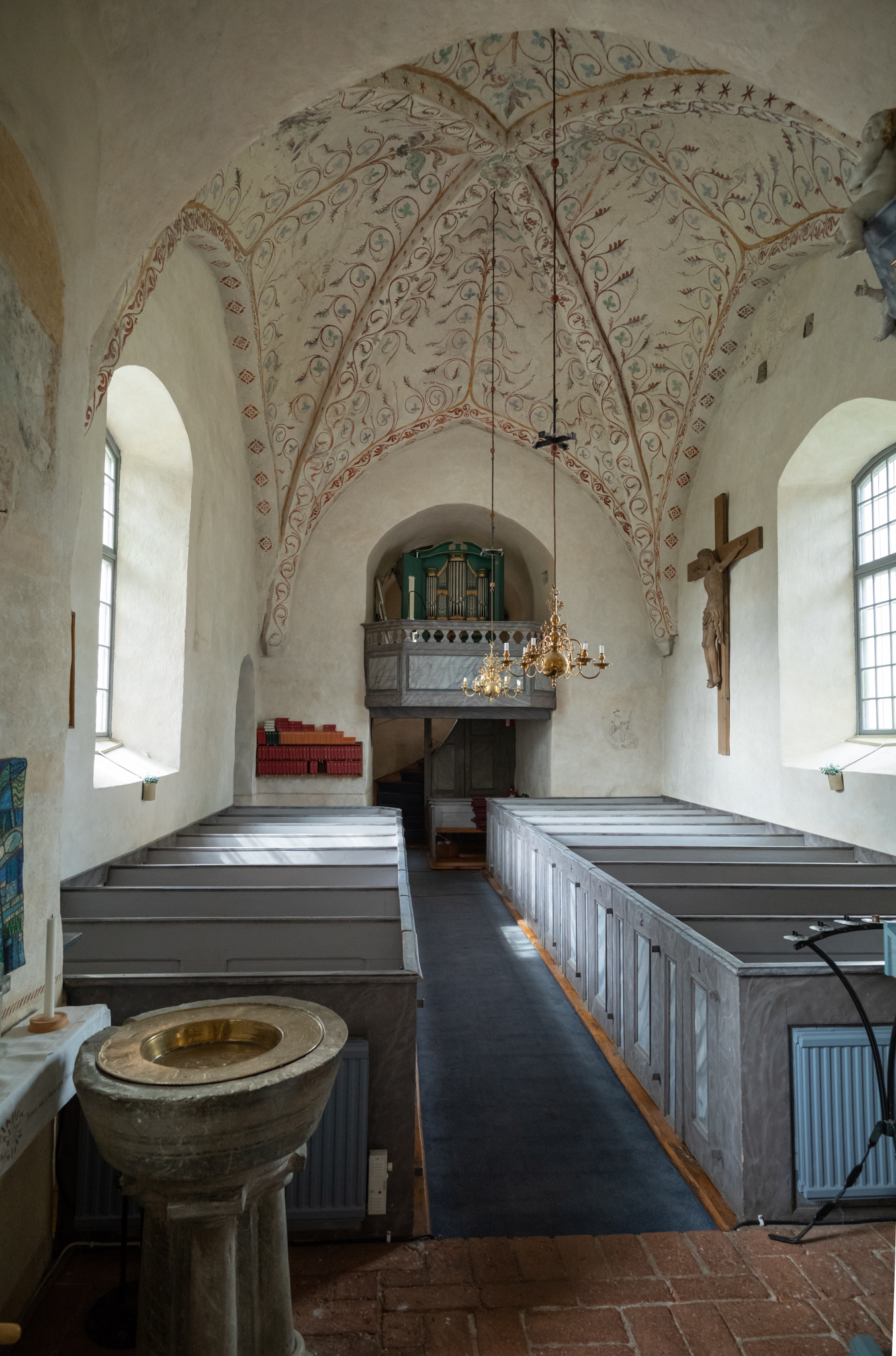
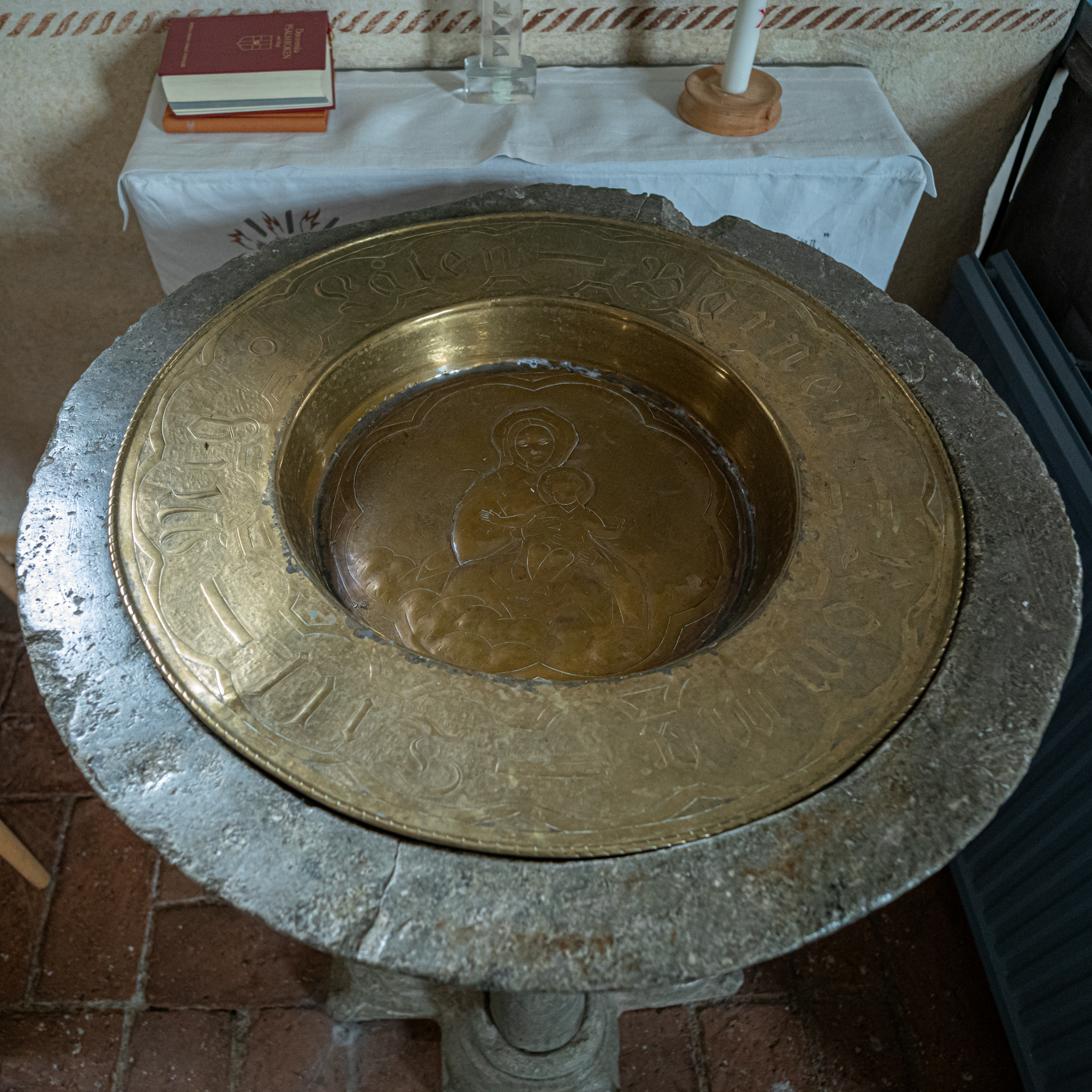
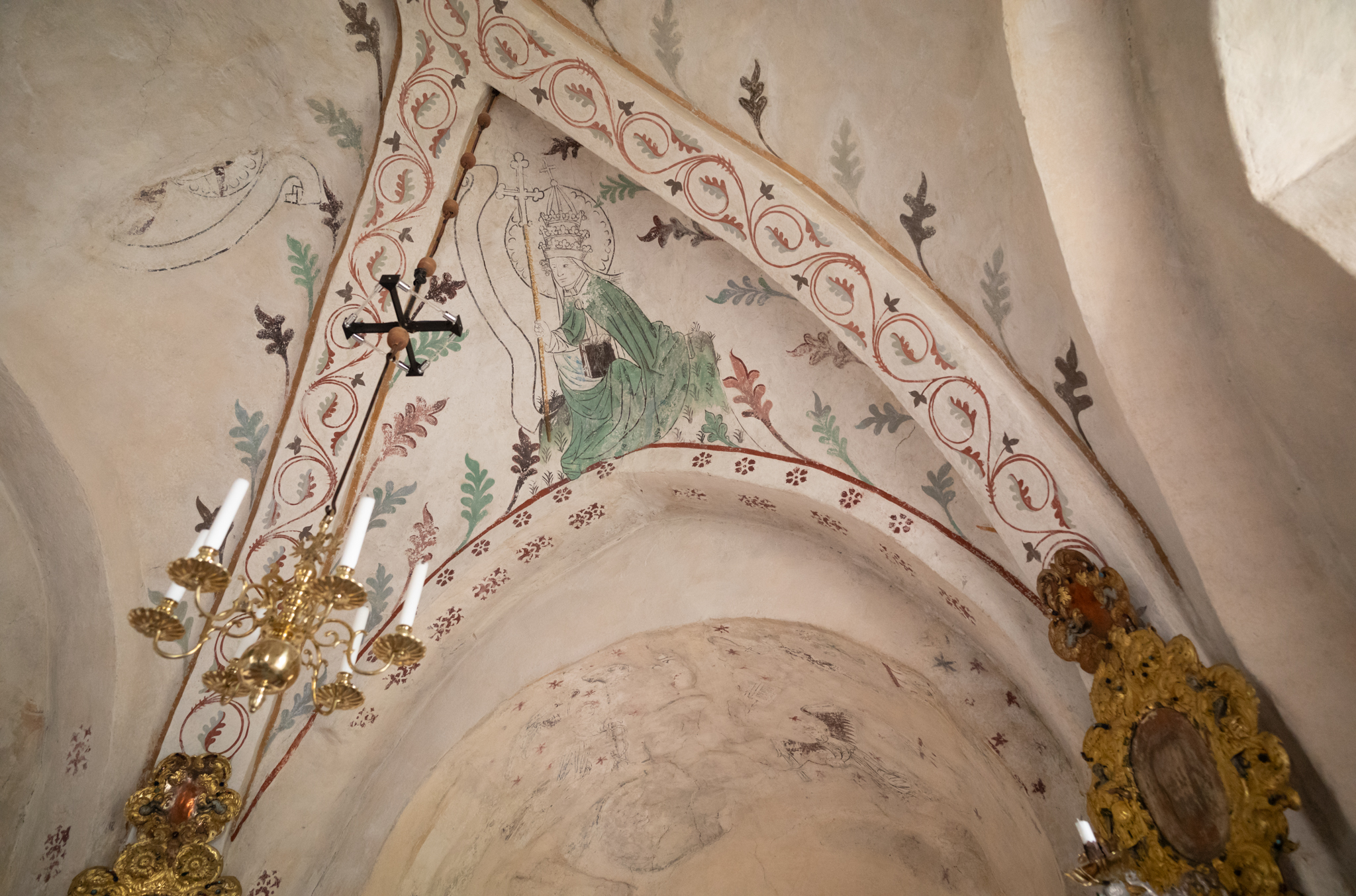
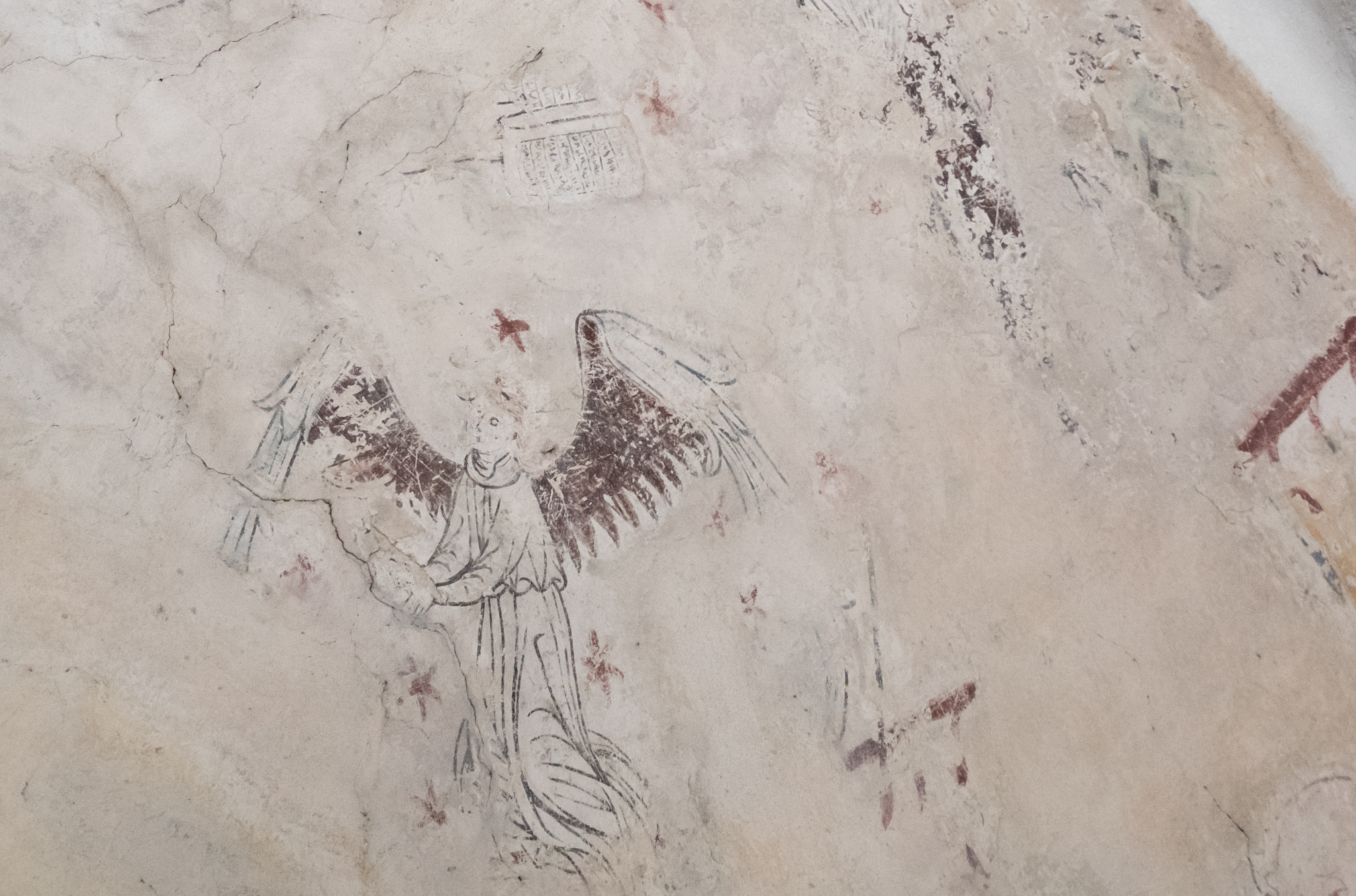
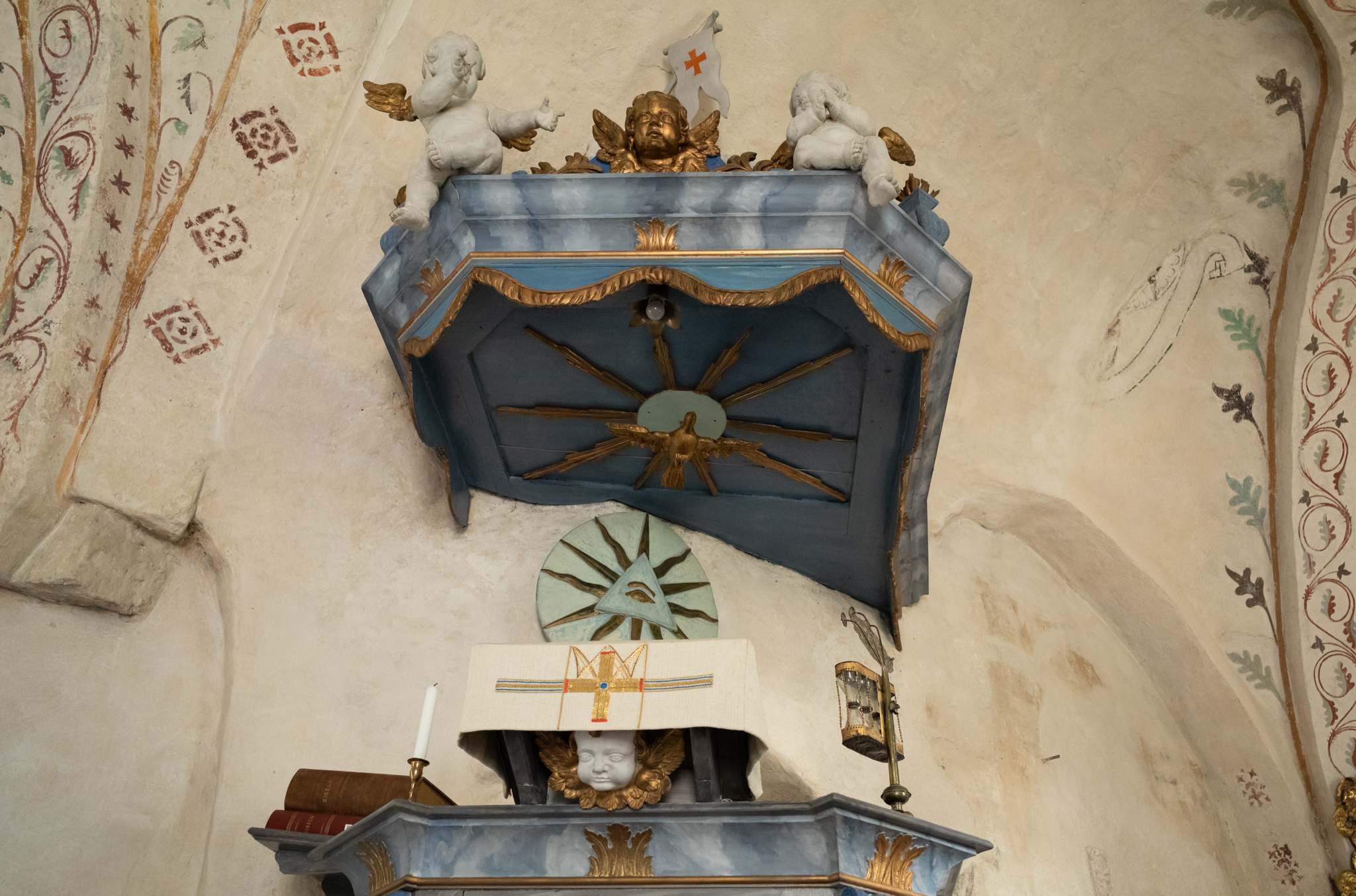
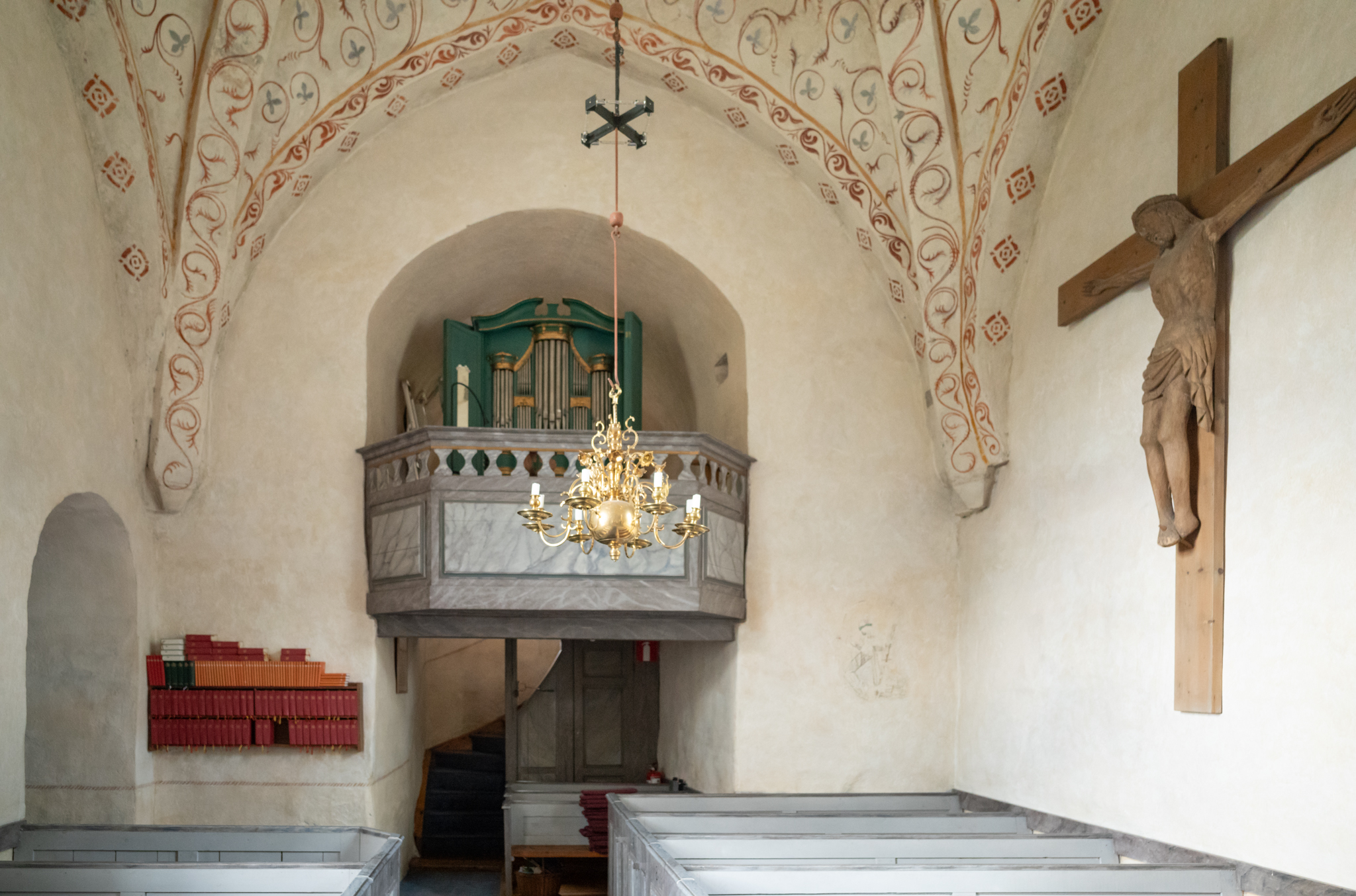